# چری هیل (میشیگان)
چری هیل (به انگلیسی: Cherry Hill) یک منطقهٔ مسکونی در ایالات متحده آمریکا است که در کانتون، میشیگان واقع شده‌است.